# 한국해양재단
한국해양재단(韓國海洋財團, Korea Ocean Foundation)은 해양분야를 대표하는 공익법인으로 발전하여 해양대국 실현에 이바지하기 위해 설립된 재단법인이다. 2012년 1월 16일 기존의 해상왕장보고기념사업회와 해양문화재단이 통합하여 출범하였다. 종로구 창경궁로 112-7 인의빌딩 4층

## 연혁
- 2011.11.17 : 재단법인 설립 발기인총회 개최
  - ※ 초대 김문경 이사장 취임
- 2011.12.26 : 법인설립 허가 (제 해양수산부-141 호)
  - ※ (재)해상왕장보고기념사업회, (재)해양문화재단 통합
- 2012.02.22 : 제2대 이부식 이사장 취임
- 2015.02.25 : 제3대 이재완 이사장 취임
- 2018.02.12 : 제4대 이재완 이사장 취임
- 2019.07.01 : 제5대 강무현 이사장 취임
- 2021.11.26 : 제6대 문해남 이사장 취임

## 주요 업무
- 국민들의 해양사상 고취를 위한 문화·예술 진흥사업
- 해양관련 과학기술 진흥 및 학술연구사업
- 해양 스포츠레저·관광·마리나 산업육성
- 해상왕 장보고 재조명·평가 사업
- 해양 관련 국제교류 및 협력사업 등

## 조직

### 감사 (2인)

#### 문화사업팀
협력사업팀
운영지원팀